# Jasieniec (gmina)
Pour les articles homonymes, voir Jasieniec.
Jasieniec est une gmina rurale (gmina wiejska) du powiat de Grójec dans la Voïvodie de Mazovie, dans le centre-est de la Pologne.
Son siège administratif est le village de Jasieniec, qui se situe environ 7 kilomètres au sud-est de Grójec (siège de la powiat) et 46 kilomètres au sud de Varsovie (capitale de la Pologne).
La gmina couvre une superficie de 107,83 km2 pour une population de 5 366 habitants en 2006.

## Histoire
De 1975 à 1998, la gmina est attachée administrativement à la voïvodie de Radom. Depuis 1999, elle fait partie de la voïvodie de Mazovie.

## Géographie
La gmina inclut les villages et les localités de :
- Alfonsowo
- Boglewice
- Bronisławów
- Czachów
- Franciszków
- Gołębiów
- Gośniewice
- Ignaców
- Jasieniec
- Koziegłowy
- Kurczowa Wieś
- Leżne
- Łychów
- Łychowska Wola
- Michałówka
- Miedzechów
- Nowy Miedzechów
- Olszany
- Orzechowo
- Osiny
- Przydróżek
- Ryszki
- Rytomoczydła
- Stefanków
- Turowice
- Turowice-Kolonia
- Tworki
- Warpęsy
- Wierzchowina
- Wola Boglewska
- Zbrosza Duża

### Gminy voisines
La gmina de Jasieniec est voisine des gminy suivantes :
- Belsk Duży
- Chynów
- Goszczyn
- Grójec
- Promna
- Warka

## Structure du terrain
D'après les données de 2002, la superficie de la commune de Jasieniec est de 107,83 km², répartis comme tel :
- terres agricoles : 80%
- forêts : 15%

La surface de la gmina représente 7,8% de la powiat

## Démographie
Données du 30 juin 2004 :
| description        | Total  | Total | Femmes | Femmes | Hommes | Hommes |
| ------------------ | ------ | ----- | ------ | ------ | ------ | ------ |
| Unité              | Nombre | %     | Nombre | %      | Nombre | %      |
| population         | 5 353  | 100   | 2 653  | 49,6   | 2 700  | 50,4   |
| Densité (hab./km²) | 49,6   | 49,6  | 24,6   | 24,6   | 25     | 25     |

### Source
- Chiffres de population officiels polonais 2006